# Bad Gastein
Bad Gastein (dříve Badgastein, [bad gastajn]) je lázeňské město a centrum zimních sportů v údolí Gasteinertal v Rakousku. Sídlo patří mezi sídla národního parku Vysoké Taury a leží na úpatí vrcholu Graukogel. Kromě lázeňského vyžití nabízí údolí příležitosti k odpočinku a sportu v průběhu celého roku. Město však v posledních dekádách zaznamenalo odliv lázeňských turistů a mnoho hotelů v centru tak zeje prázdnotou. Více turistů míří spíše do lyžařských areálů. Přímo ve městě se nachází na říčce Gasteiner Ache Gasteinský vodopád.

## Sport
V roce 1958 tu probíhalo Mistrovství světa v alpském lyžování a v letech 1968–2015 se zde každoročně konal tenisový turnaj Gastein Ladies.